# 衣索比亞禮天主教會

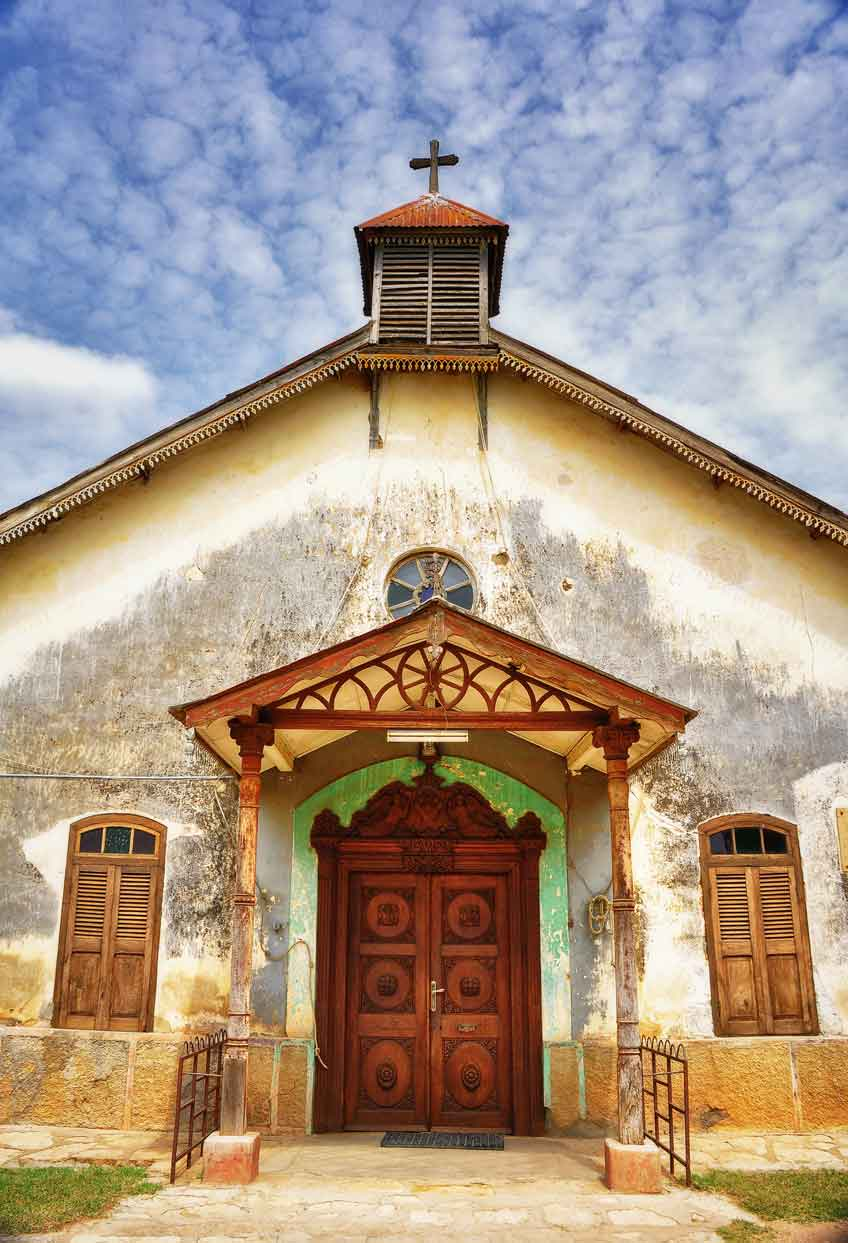

衣索比亞禮天主教會（阿拉伯語：الكنيسة الأثيوبية الكاثوليكية）是天主教會的一部分，為亞歷山大禮拜儀式傳統的一個分支，是東儀天主教會的23個成員之一。該教會是完全與天主教共融的，易言之他們承認教宗的領袖地位。現在，它的信徒主要分布在衣索比亞和厄利垂亞。現任都主教為貝漢內耶蘇斯·德梅洛·索拉菲爾樞機。

## 歷史

### 早期接觸
1439年8月28日，教宗尤金四世派使節給衣索比亞皇帝札拉·雅各布向他建議推動教會的合一，也就是使衣索比亞正教會併入天主教，但這並未獲得皇帝的認同。 
不過在16世紀時，伊斯蘭勢力的攻擊威脅到了衣索比亞，因此使衣索比亞帝國向葡萄牙提出了求援。最後在1543年，葡萄牙的盟軍使得伊斯蘭軍隊離開了衣索比亞。

### 葡萄牙到來後
由於這次的援助使得衣索比亞帝國對於葡萄牙所代表的天主教勢力有所軟化，再加上葡萄牙籍的耶穌會傳教士的積極運作，最後使得衣索比亞皇帝蘇西尼約司（Susenyos I）改宗為天主教，並在1622年宣布天主教為國教。次年，教宗國瑞十五世任命了一位耶穌會會士阿方索·門德斯為衣索比亞宗主教。然而，門德斯宗主教對衣索比亞的教會施行的過於急進的拉丁化政策，招惹了原先奉行衣索比亞正教會禮儀的群眾的反感，這導致了在蘇西尼約司過世後其繼任者法西利德斯（Fasilides）對天主教的禁止。直到1839年，天主教在衣索比亞的活動再度由遣使會與嘉布遣會逐漸恢復。二戰期間的1935年至1941年，意大利佔領了衣索比亞，也使天主教更易於當地傳播。

### 聖統制建立及發展
在1951年10月31日，重設衣索比亞禮的代牧區。1961年2月20日，衣索比亞禮天主教建立了一個都主教區阿迪斯阿貝巴以及兩個教省隸屬教區-阿斯馬拉教區和阿迪格拉特教區。隨後，厄利垂亞自衣索比亞獨立，位於厄利垂亞境內的阿斯瑪拉教區也在1995年分出兩個教區－克倫教區和巴倫圖教區，加上2003年，建立的衣索比亞南方各族州恩迪比爾的教區，以及在2012年，再度由阿斯瑪拉教區分出了瑟格訥伊提教區，這使衣索比亞禮天主教教會分別在衣索比亞有三個與厄利垂亞的四個教區共七個教區。

### 分出厄立特里亞教會
2015年1月19日，厄立特里亞的四個衣索比亞禮教區從衣索比亞禮天主教教會分出，並組成厄立特里亞禮天主教會。厄立特里亞教會升格為自治教會，阿斯馬拉教區升格為都主教區，首任都主教為门格斯蒂布·特斯法马里亚姆。

## 現況
現時，衣索比亞禮天主教會教座位於衣索比亞首都阿的斯阿貝巴的聖母誕辰主教座堂。在衣索比亞設立了一個都主教區和三個教區。教會由一名都主教帶領三個主教和約590名神職人員，設立了207個堂區和229,547名信徒。現在該教會主要使用吉茲語和阿拉伯語，作為禮儀中的主要語言。

## 教區
- 埃塞俄比亞禮天主教阿的斯阿貝巴都主教區，都主教兼任衣索比亞禮領袖
  - 埃塞俄比亞禮天主教阿迪格拉特教區
  - 埃塞俄比亞禮天主教恩迪比爾教區
  - 埃塞俄比亞禮天主教巴赫達爾-德西教區

### 統計
| 教區                 | 信徒   | 主教 | 堂區 | 教區神父 | 修會神父 | 修士 | 修女 | 終身執事 | 統計年份 |
| -------------------- | ------ | ---- | ---- | -------- | -------- | ---- | ---- | -------- | -------- |
| 阿的斯阿貝巴都主教區 | 27,580 | 1    | 23   | 25       | 33       | 92   | 252  | 0        | 2008年   |
| 阿迪格拉特教區       | 20,050 | 1    | 35   | 68       | 13       | 42   | 53   | 0        | 2008年   |
| 恩迪比爾教區         | 19,000 | 1    | 24   | 12       | 4        | 4    | 27   | 0        | 2008年   |
| 巴赫達爾-德西教區    | 17,544 | 1    | 24   | 3        | 21       | 25   | 43   | 0        | 2015年   |

## 都主教列表

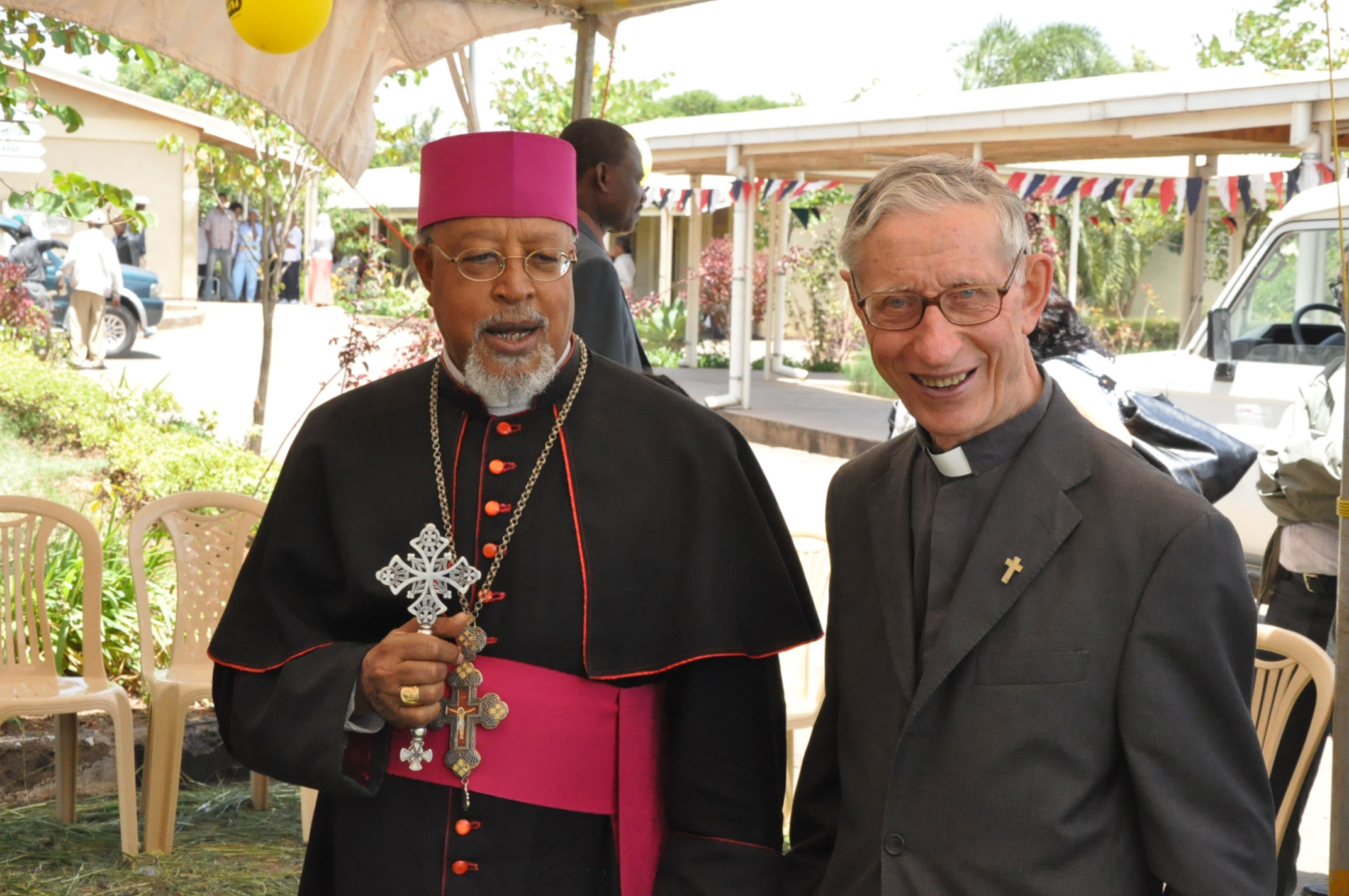
左邊是都主教貝漢內耶蘇斯·德梅洛·索拉菲爾樞機

- Asrate Mariam Yemmeru 都主教 (1961年4月9日 - 1977年2月24日)
- Paulos Tzadua 樞機 (1977年2月24日 - 1998年9月11日)
- 貝漢內耶蘇斯·德梅洛·索拉菲爾樞機：遣使會(1999年7月7日 - 至今)

## 埃塞俄比亞禮天主教會與東方正統教會的差異
埃塞俄比亞禮天主教會和埃塞俄比亞正教會之間的區別包括：一些在聖禮（Sacrament）上的神學說觀點不同、使用天主教正典（canon of Scripture）和天主教反對衣索比亞正教會與科普特正教會所奉行的耶穌一性論（英語：Miaphysitism）。另外，天主教神職人員通常穿著羅馬衣領和長袍。相反正教會主要穿當地的民族穿著。

## 外部連結
- 天主教在埃塞俄比亞官方網站
- Article on The Ethiopian Catholic Church by Ronald Roberson on the CNEWA website.
- 衣索比亞禮天主教彌撒影片[永久]